# Kojetice (Vysočina)
Kojetice é uma comuna checa localizada na região de Vysočina, distrito de Třebíč.